# Horst Fuhrmann
Pour les articles homonymes, voir Fuhrmann.
Horst Fuhrmann (né le 22 juin 1926 à Kreuzburg-en-Haute-Silésie et mort le 9 septembre 2011 à Herrsching am Ammersee) est un historien allemand qui a étudié l'histoire du Haut Moyen Âge et du Moyen Âge central.
Fuhrmann occupe des chaires d'histoire médiévale aux universités de Tübingen (1962-1971) et de Ratisbonne (1971-1992). De 1971 à 1994, il est président de la Monumenta Germaniae Historica, le plus important institut consacré à l'étude du Moyen Âge et à l'édition des sources médiévales. De 1992 à 1997, il est également président de l'Académie bavaroise des sciences. Le principal objectif de travail de Fuhrmann est les contrefaçons au Moyen Âge. Plus tard, Fuhrmann explore sa Silésie natale. Avec ses livres Einladung ins Mittelalter (1987), Die Päpste (1998) et Überall ist Mittelalter (2002), il tente de faire connaître le Moyen Âge à un plus large public.

## Biographie

### Premières années
Horst Fuhrmann est le fils d'un fonctionnaire de la Deutsche Reichsbahn. À l'âge de dix-sept ans, il effectue son service du travail obligatoire puis son service militaire à partir de 1943. Après une courte période de captivité aux États-Unis, il est libéré à Kiel. Ses parents et ses deux frères ont disparu. Après la guerre, il passe son baccalauréat. Au départ, Fuhrmann n'a "jamais envisagé de devenir historien". Après la guerre, il ne peut pas réaliser son souhait de devenir constructeur d'avions à Kiel. Au lieu de la technologie aéronautique, il étudie le droit à l'Université de Kiel à partir du semestre d'été 1946. Après un semestre, il se tourne vers l'histoire et la philologie classique. Après le départ de son directeur de thèse initial, Herbert Nesselhauf (de), pour Fribourg, il renonce à une thèse de doctorat sur Die Religion der Auxiliartruppen. Fuhrmann se tourne alors vers le Moyen Âge. En 1952, il obtient son doctorat avec une thèse sur les patriarcats médiévaux sous la direction de Karl Jordan. Cette thèse est fondamentale et publiée en trois volumes annuels dans la Zeitschrift für Rechtsgeschichte (de). Pour sa thèse de doctorat, Fuhrmann reçoit le prix de la faculté de l'université de Kiel. Il termine ses études en 1954 avec l'examen d'État en histoire et en latin.
De 1954 à 1956, il travaille pour la Monumenta Germaniae Historica (MGH) à Munich et entreprend pour eux des voyages d'archives et de bibliothèques en Italie. En 1957, il est membre de l'Institut historique allemand de Rome. D'août 1957 à fin 1961, il est l'assistant de Jordan à Kiel. Au semestre d'hiver 1960/61, il s'habilite en histoire médiévale et moderne avec un ouvrage sur la signification et l'efficacité des Fausses décrétales, un recueil de fausses décrétales (lettres papales contenant des décisions contraignantes pour l'Église) rédigé vers le milieu du IXe siècle. Sa thèse d'habilitation Einfluß und Verbreitung der pseudoisidorischen Fälschungen est publiée en trois volumes dans les écrits de la MGH en 1972-1974 En 1962, il reçoit le Premio Spoleto du Centro Italiano di Studi sull' Alto Medioevo pour sa thèse d'habilitation.

### Professeur à Tübingen
En mars 1962, à l'âge de 36 ans, Fuhrmann est nommé à la nouvelle chaire d'histoire médiévale et moderne de l'université de Tübingen, qu'il occupe pendant neuf ans. Fuhrmann devient ainsi le collègue de Heinz Löwe (de), qui occupe depuis 1961 l'autre chaire d'histoire du Moyen Âge. Il ne donne sa première conférence qu'en février 1964 sur Die Heiligkeit der Päpste im Mittelalter. Fuhrmann veille à ce que la bibliothèque du séminaire soit largement dotée en littérature dans le domaine des études canoniques et de l'histoire de l'Église. Il dirige 17 thèses de doctorat à Tübingen, dont six en sa qualité de professeur de Tübingen . Hubert Mordek (de) et Peter Hilsch (de) comptent parmi ses premiers élèves et collaborateurs à Tübingen. Ses travaux les plus importants à Tübingen sont l'essai Konstantinische Schenkung und abendländisches Kaisertum. Ein Beitrag zur Überlieferungsgeschichte des Constitutum Constantini et de l'édition du Constitutum Constantini publiée deux ans plus tard.
En été 1966, il obtient un poste à l'université de Kiel. Les étudiants de la Fachschaft organisent alors une retraite aux flambeaux pour inciter Fuhrmann à rester à Tübingen. Lors des négociations avec le ministère pour rester à Tübingen, Fuhrmann réussit à obtenir la création d'un poste de recherche en canonistique. Fuhrmann s'oppose aux manifestations étudiantes de la période 1968. Il refuse que les étudiants et les collaborateurs aient leur mot à dire et participent aux décisions. Durant sa période à Tübingen, il publie 20 autres ouvrages. Il publie également un volume intitulé Quellen zur Entstehung des Kirchenstaats. En tant que professeur, Fuhrmann se rendit à l'université à vélo, ce qui n'est pas du tout dans ses habitudes. Des années plus tard, la presse locale se souvient encore de lui comme d'un cycliste respectueux de l'environnement.

### Président de la Monumenta Germaniae Historica et professeur à Ratisbonne
À partir de 1965, Fuhrmann est membre de la direction centrale de la Monumenta Germaniae Historica (MGH). En mars 1967, il est proposé pour la présidence des MGH. Ses relations avec son collègue Heinz Löwe, qui s'est également porté candidat à la présidence, se détériorent alors . Les ministères prolongent toutefois à deux reprises le mandat du président en exercice Herbert Grundmann (de). Du 15 novembre 1971 au 31 mars 1994, Fuhrmann succède à Grundmann à la présidence de la MGH. Parallèlement, il enseigne l'histoire à l'Université de Ratisbonne du 1er octobre 1971 au 30 septembre 1992 en tant que professeur ordinaire. Après son départ, sa chaire de Tübingen reste vacante jusqu'à ce qu'elle soit occupée par Dietrich Kurze en 1973. Après le départ prématuré de Kurze pour Berlin en 1975, la chaire est victime des mesures d'austérité, et les efforts de Fuhrmann pour conserver la chaire restent vains.
En tant que président de la MGH, Fuhrmann a une charge d'enseignement réduite de deux heures hebdomadaires par semestre. Il est dispensé de toute fonction au sein de l'administration académique autonome et des examens d'État. Les cours sont principalement des séminaires principaux ou des séminaires de recherche avec une interprétation intensive des textes sources. Pendant toute la durée de son mandat de président des MGH, il publie leur revue Deutsches Archiv für Erforschung des Mittelalters (de), avec Hans Martin Schaller (de). Dans l'espace germanophone et international, il s'agit de l'une des principales revues spécialisées en médiévistique. Sous sa direction, le nombre d'auteurs recensés a plus que triplé, passant de près de 800 à 2595.
Les deux objectifs principaux de sa présidence sont le financement de la recherche médiévale et la création de ponts "entre les spécialistes et le public". À l'occasion du 150e anniversaire des Monumenta Germaniae Historica, le 12 mars 1969 à Munich, Fuhrmann prononce son discours inaugural en tant que président sur "Le souci du bon texte". Fuhrmann y décrit le souci des éditeurs pour une préparation critique des textes. Mais Fuhrmann précise également que le contribuable et le citoyen non familiarisé avec la matière avaient droit à une présentation des résultats de la recherche sous une forme compréhensible .
Sous la présidence de Fuhrmann, l'image de l'institut s'est transformée. Sous son impulsion, les MGH organisent en septembre 1986 - pour la première fois de leur longue histoire - un congrès international sur les contrefaçons au Moyen Âge, qui réunit près de 550 participants. Sous la direction de Fuhrmann, de nouvelles séries de publications sont créées. Le premier volume des "Studien und Texte" est paru en 1991 et les éditions en sommeil ont reçu un nouvel élan. Peu après la reprise de la présidence, l'édition des conciles est relancée et étendue à la période allant jusqu'à 1059. Entre 1984 et 2010, quatre volumes volumineux sont publiés dans le domaine des Concilia. Ce domaine est pratiquement à l'arrêt depuis 1908. Fuhrmann se montre également ouvert aux développements techniques. Depuis les années 1980, l'informatique prend de plus en plus d'importance. Fuhrmann encourage les efforts de Timothy Reuter (de) pour élaborer des éditions avec des programmes de traitement de texte. Il s'engage également pour que les textes rassemblés dans les volumes des MGH soient mis à disposition sous forme numérique. Il n'apprend cependant pas à se servir d'un ordinateur.
Durant sa présidence, les relations entre la MGH et ses éditeurs sont apaisées. Des litiges judiciaires ont éclaté avec la librairie Weidmannsche Buchhandlung (de) au sujet du tirage et des prix. Le litige se prolonge de 1972 à 1985 et les MGH réussissent à le régler. La collaboration avec un grand nombre de maisons d'édition prend fin et il ne reste plus qu'une seule maison d'édition, la Hahnsche Buchhandlung. Fuhrmann améliore également la collaboration avec les académies. En 1974, l'Académie des sciences de Mayence obtient un poste de collaborateur supplémentaire. Après 1989, le nombre de collaborateurs de l'Académie de Berlin augmente encore. L'Académie saxonne de Leipzig obtient également un poste supplémentaire. De plus, après la réunification, Fuhrmann réintégre les postes de travail de Leipzig et de Berlin (Est) dans le réseau de Monumenta. Entre 1971 et 1994, Fuhrmann est membre et parfois président du conseil consultatif de l'Institut Max-Planck d'histoire (de) de Göttingen.
Fuhrmann travaille sur la monographie Deutsche Geschichte im hohen Mittelalter, publiée pour la première fois en 1978 et qui connaît plusieurs éditions. Dans sa présentation, Fuhrmann accorde, outre les empereurs et les papes, une plus grande importance à la situation quotidienne des hommes au Moyen Âge. Durant ses premières années à Ratisbonne, l'accent de ses séminaires est mis sur des thèmes relatifs à l'histoire des XIe et XIIe siècles/ En 1972, il est élu à la Commission historique de l'Académie bavaroise des sciences. En 1974, il devient membre à part entière de l'Académie bavaroise des sciences et de 1992 à 1997, il en est le président.

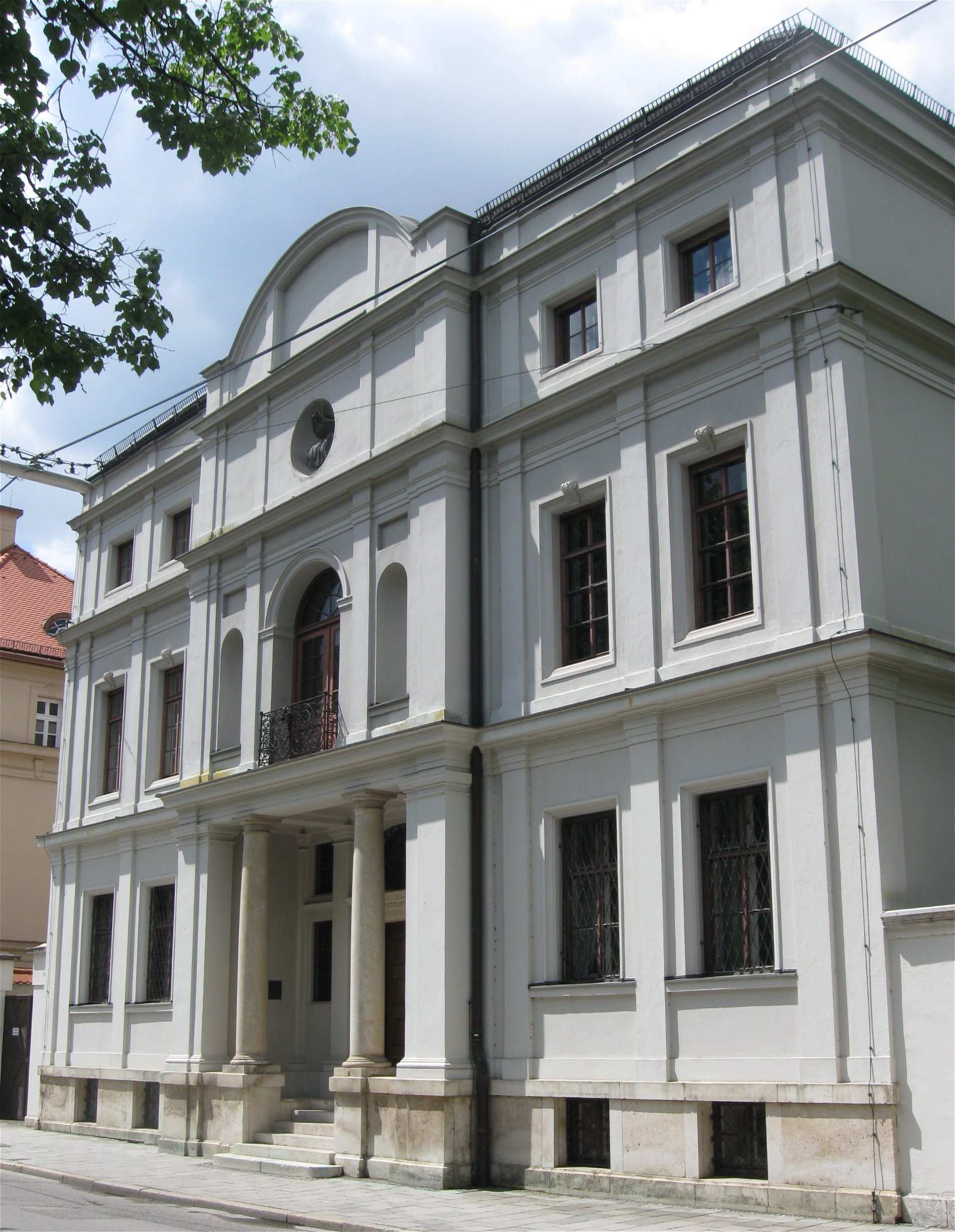
Villa Kaulbach à Munich, siège du Collège historique depuis 1988

En 1978, Fuhrmann devient membre personnel du conseil d'administration du Collège historique (de)  et en est le président de 1984 à 1997. Outre les quatre remises de prix du Collège historique, son emménagement le 24 novembre 1988 dans la Villa Kaulbach (de), siège du Collège, est l'un des points forts de son mandat. Â l'occasion de l'ouverture de la Villa Kaulbach, il publie l'ouvrage Die Kaulbach-Villa als Haus des Historischen Kollegs. Durant son mandat, de nombreux médiévistes deviennent membres du Collège historique. En 1995, Fuhrmann fonde Jahrbuch des Historischen Kollegs. L'objectif est de faire connaître les activités du Collège historique à un plus large public. Pour des raisons financières, l'annuaire doit être interrompu en 2007 . Fuhrmann préside le conseil d'administration, "l'histoire du Collège historique est devenue une histoire à succès".
En tant qu'enseignant universitaire, Fuhrmann sait enthousiasmer de nombreux élèves pour sa discipline et pour les études canoniques. À Ratisbonne, il dirige six autres thèses de doctorat. Parmi les élèves de Fuhrmann à Tübingen et à Ratisbonne, on trouve Walter Berschin (de), Wilfried Hartmann (de), Hubert Mordek (de), Tilmann Schmidt (de), Wolfgang Stürner (de) et Franz Fuchs (de). Ses élèves occupent des chaires à Fribourg, Wurtzbourg, Tübingen, Munich, Rostock et dans d'autres endroits. Son élève Claudia Märtl prend la direction de la MGH de 2012 à 2014. Dans leurs thèses de doctorat, les élèves de Fuhrmann se concentrent généralement sur les thèmes de recherche de leur directeur de thèse, à savoir le droit ecclésiastique prégratien, la genèse et les effets de la donation de Constantin, l'histoire des conciles et des papes, l'histoire de Grégoire VII et la querelle des Investitures. Le premier élève de Fuhrmann, Peter Hilsch, fait exception à la règle en obtenant son doctorat sur Die Bischöfe von Prag in der frühen Stauferzeit, traitant ainsi un sujet en dehors du domaine de travail principal du directeur de thèse. Pour son 65e anniversaire, Fuhrmann se voit consacrer une brochure commémorative par ses élèves. Sa conférence d'adieu en tant que professeur à Ratisbonne porte sur "Willkommen und Abschied. Über Begrüßungs- und Abschiedsrituale im Mittelalter". À l'occasion de son 75e anniversaire, un colloque s'est tenu à Tübingen fin juillet 2001. Fuhrmann donne lui-même un aperçu de l'état actuel de la recherche sur Fausses décrétales.
Fuhrmann est marié à un docteur en droit. Après une grave maladie, il décède le 9 septembre 2011 à Herrsching, dans sa 86e année. Il est enterré à Steinebach am Wörthsee (de), où il a vécu pendant des décennies. En juillet 2013, un colloque en l'honneur de Fuhrmann se tient au Collège historique dans la villa Kaulbach à Munich. L'allocution de circonstance Karl der Große, Rom und Aachen. Actus beati Silvestri und Constitutum Constantini als Wegweiser zur Pfalz Karls des Großen est présenté par Johannes Fried (de). Son domaine est dans les archives de la Monumenta Germaniae Historica à Munich.

## Travail
Fuhrmann présente plus de 200 publications. Son objectif académique est l'Église, la papauté et la loi au Moyen Âge. Dans sa thèse d'habilitation, il traite de l'origine et de l'effet des Décrétales pseudo-isidoriens, une collection de fausses lettres papales d'Anaclet I à Grégoire II lourd de conséquences pour le droit canonique. Ce travail l'incite à se pencher sur l'ensemble du phénomène des faux médiévaux. Avec son habilitation, Fuhrmann devient un expert en droit canonique médiéval. En 1968, Fuhrmann publie aux Monumenta Germaniae Historica une édition critique de l'un des plus célèbres faux du Moyen Âge, la Donation de Constantin, qui fait encore autorité aujourd'hui. La donation de Constantin, un document rédigé vers 800, aurait permis de consigner par écrit le transfert de Rome et de la moitié occidentale de l'Empire romain de l'empereur Constantin au pape Sylvestre Ier.
Le nombre élevé de falsifications conduit à s'interroger sur la compréhension de la vérité au Moyen Âge, c'est-à-dire sur l'arrière-plan idéel des falsifications. En 1962, Fuhrmann tient une conférence intitulée Die Fälschungen im Mittelalter (Les falsifications au Moyen Âge) lors de la Journée des historiens allemands (de) à Duisbourg. Il inspire de nombreuses thèses sur ce thème. En septembre 1986, les MGH organisent un congrès international sur les falsifications au Moyen Âge qui réunit près de 550 participants. Umberto Eco prononce la conférence d'introduction. Fuhrmann lui-même parle sur le thème "De la vérité des faussaires" Les résultats du Congrès des faussaires sont publiés en cinq volumes. Le grand nombre de participants d'Europe Centrale et Orientale n'est en aucun cas une évidence à l'époque de la guerre froide. Jusqu'à cette date, jamais un congrès médiéviste n'a atteint un tel nombre de participants. Inspiré par le scandale de la falsification des journaux d'Hitler en 1983, Fuhrmann s'exprime un an plus tard lors de sa conférence de clôture à la Journée mondiale de l'histoire à Stuttgart sur le thème Mundus vult decipi. Über den Wunsch des Menschen, betrogen zu werden, sur la volonté de falsification et de dissimulation de la société. Fuhrmann montre une sympathie particulière pour Ignaz von Döllinger. Il partage avec lui l'intérêt pour les falsifications dans l'histoire de la papauté. En 1999, il consacre une présentation à Döllinger.
Fuhrmann présente également une édition des archives du synode d'Hohenaltheim (de) de 916, dont il illustre l'importance dans un essai séparé. Il traite intensément avec les papes du Moyen Âge, en particulier avec Grégoire VII. Il écrit de nombreux essais sur les réformes grégoriennes. La première édition de son livre Von Petrus zu Johannes Paul II. Das Papsttum: Gestalt und Gestalten est publiée en 1980.
Dans les dernières années de sa vie, il s'éloigne de l'interprétation stricte des sources et oriente ses activités vers sa région natale, la Silésie, et vers des représentations destinées à un public plus large. L'aspect biographique est de plus en plus important. Dans une histoire scientifique à orientation biographique publiée en 1996, Fuhrmann décrit la vie et les conditions de travail des collaborateurs des MGH aux XIXe et XXe siècles. Il épargne cependant largement l'époque de l'Institut du Reich pour l'histoire allemande ancienne, comme on appelait les Monumenta entre 1935 et 1945. Le livre est issu d'une conférence donnée en 1994 à l'occasion du 175e anniversaire des MGH. Dans ses travaux biographiques, ses modèles sont Jacob Burckhardt et Paul Fridolin Kehr (de).
À Wrocław, il découvre l'acte de fondation de Kreuzburg datant de 1253, longtemps perdu. Johann Jacob Oeri, le neveu de Jacob Burckhardt, a travaillé à Kreuzburg de 1868 à 1870 en tant que professeur de gymnase et a décrit Kreuzburg de manière vivante dans des lettres adressées à ses proches bâlois. Ces quelque 30 lettres retrouvées dans les archives d'une famille bâloise constituent la source principale du livre de Fuhrmann „Fern von gebildeten Menschen“. Eine oberschlesische Kleinstadt um 1870 publié en 1989 . Pour cette présentation, Fuhrmann traite des sources éloignées comme les dossiers de l'école normale ou les registres paroissiaux. Fuhrmann consacre des études à d'anciens habitants de Kreuzburg, à l'historien Joachim Heidenfeld et au peintre Boguslaw Jarklowski. Il est en contact personnel avec l'écrivain Heinz Piontek. Piontek écrit un poème à Fuhrmann pour son 60e anniversaire. Fuhrmann publie les mémoires de Gustav Freytag en 1995. Pour ses recherches sur la Silésie, il reçoit en 1990 le prix culturel de Haute-Silésie de l'État de Rhénanie-du-Nord-Westphalie et en 2003 le prix culturel de Silésie de l'État de Basse-Saxe (de). En 2003 également, il est récompensé pour son travail scientifique par un diplôme d'"ambassadeur de Kreuzburg en Allemagne et à l'étranger".
Fuhrmann apparaît souvent à la télévision, où il fait connaître l'histoire médiévale à un large public. Il poursuit également cet objectif avec ses présentations Die Päpste. Von Petrus zu Benedikt XVI. sur deux millénaires d'histoire des papes ou Einladung ins Mittelalter (1987). Le livre Einladung ins Mittelalter devient l'un des livres de non-fiction les plus réussis sur le Moyen Âge et établit une collaboration fructueuse avec la maison d'édition CH Beck. Il tente d'illustrer la "présence d'une époque révolue" avec sa présentation Überall ist Mittelalter.
En raison de ses travaux de recherche, Fuhrmann est membre de nombreuses organisations scientifiques influentes et a reçu de nombreuses distinctions. Il entretient des relations scientifiques étroites avec l'Italie et les États-Unis. Dès 1966, il devient membre du conseil scientifique de l'Institut de droit canonique médiéval de Berkeley, en Californie. Il reçoit des doctorats honorifiques de l'Université de Tübingen (1981), de la Faculté de droit de l'Université de Bologne (1982), de l'Université Columbia de New York (1992) et de l'Institut pontifical d'études médiévales de l'Université de Toronto (2002). En 1981, il est le premier étranger à recevoir le Premio Cultore di Roma. En 1983, il est admis à l'Académie médiévale d'Irlande, en 1984 à l'Académie britannique et en 1985 à l'Académie médiévale d'Amérique. À Ascoli Piceno, Fuhrmann reçoit le Prix international de rédaction d'essais historiques en 1990.
Dans les années 1990, Fuhrmann conçoit le projet de transformer le Repertorium Fontium en une publication Internet avec des données constamment mises à jour. Cette tâche peut être menée à bien quelques mois après sa mort. Le Repertorium « Geschichtsquellen des deutschen Mittelalters » est accessible sous forme numérique depuis le 9 février 2012. Fuhrmann fait partie, entre autres, de la commission pour l'édition du Mittellateinisches Wörterbuch de l'Académie bavaroise des sciences. Fuhrmann reprend le Mittellateinisches Wörterbuch dans une situation difficile ; il le sauve de l'abandon 
En 1986, il reçoit la Grande Croix du Mérite de l'Ordre du Mérite de la République fédérale d'Allemagne avec une étoile. La même année, il est intronisé à l'Ordre Pour le Mérite des sciences et des arts, auprès duquel il officie également en tant que vice-chancelier et dont il publie l'histoire en 1992, à l'occasion du 150e anniversaire de sa création. En 1989, Fuhrmann est admis dans l'ordre bavarois de Maximilien pour la science et l'art. Un an plus tard, il a été décoré de l'ordre du mérite bavarois. Il est membre correspondant de l'Académie des inscriptions et belles-lettres. En 1972, il devient membre correspondant de l'Académie autrichienne des sciences et en 1989 membre honoraire. En 1995, il devient également membre correspondant de l'Académie saxonne de Leipzig. Depuis 1997, Fuhrmann est membre de l' Académie des Lyncéens. De 1975 à 2009, il préside la commission du Repertorium Fontium Historiae Medii Aevi, un répertoire bibliographique complet des sources historiques médiévales narratives.

## Publications (sélection)
Index des publications publiées dans :
- Hubert Mordek (dir.): Papsttum, Kirche und Recht im Mittelalter. Festschrift für Horst Fuhrmann zum 65. Geburtstag. Niemeyer, Tübingen 1991,  (ISBN 3-484-80142-5), S. 383–396.
- Martina Hartmann unter Mitarbeit von Anna Claudia Nierhoff und Detlev Jasper: Horst Fuhrmann, Papst Gregor VII. und das Zeitalter der Reform. Annäherungen an eine europäische Wende. Ausgewählte Aufsätze (= Monumenta Germaniae Historica, Schriften. Band 72). Harrassowitz Verlag, Wiesbaden 2016,  (ISBN 978-3-447-10162-2), p. 547 ff.

monographies
- Studien zur Geschichte mittelalterlicher Patriarchate. Dans: Zeitschrift der Savigny-Stiftung für Rechtsgeschichte (de). Kanonistische Abteilung. Vol. 39, 1953, p. 112–176; Vol. 40, 1954, p. 1–84; Vol. 41, 1955, p. 95–183 (Dissertation, Universität Kiel, Philosophische Fakultät, 7. August 1952).
- Einfluß und Verbreitung der pseudoisidorischen Fälschungen. Von ihrem Auftreten bis in die neuere Zeit (= Schriften der MGH. Bände 24.1–24.3). 3 Volumes. Hiersemann, Stuttgart 1972–1974,  (ISBN 3-7772-7204-3).
- Deutsche Geschichte im hohen Mittelalter. Von der Mitte des 11. bis zum Ende des 12. Jahrhunderts (= Deutsche Geschichte. Band 2). 3. durchgesehene und bibliographisch ergänzte Auflage. Vandenhoeck & Ruprecht, Göttingen 1993,  (ISBN 3-525-33589-X) (Digitalisat).
- Von Petrus zu Johannes Paul II. Das Papsttum. Gestalt und Gestalten. Beck, Munich 1980,  (ISBN 3-406-06023-4).
  - Neuausgabe: Die Päpste. Von Petrus zu Benedikt XVI. 3., aktualisierte und erweiterte Auflage. Beck, München 2005,  (ISBN 3-406-52863-5).
- Papst Urban II. und der Stand der Regularkanoniker (= Sitzungsberichte der Bayerischen Akademie der Wissenschaften, Philologisch-historische Klasse. 1984.2). Bayerische Akademie der Wissenschaften, Munich 1984,  (ISBN 3-7696-1529-8).
- Einladung ins Mittelalter. Beck, Munich 1987,  (ISBN 3-406-32052-X).
- „Fern von gebildeten Menschen“. Eine oberschlesische Kleinstadt um 1870. Beck, Munich 1989,  (ISBN 3-406-33984-0).
- Pour le mérite. Über die Sichtbarmachung von Verdiensten. Eine historische Besinnung. Thorbecke, Sigmaringen 1992,  (ISBN 3-7995-4159-4).
- Überall ist Mittelalter. Von der Gegenwart einer vergangenen Zeit. Beck, Munich 1996,  (ISBN 3-406-40518-5).
- Sind eben alles Menschen gewesen. Gelehrtenleben im 19. und 20. Jahrhundert, dargestellt am Beispiel der Monumenta Germaniae Historica und ihrer Mitarbeiter. Beck, Munich 1996,  (ISBN 3-406-40280-1) (online).
- Ignaz von Döllinger. Ein exkommunizierter Theologe als Akademiepräsident und Historiker (= Sitzungsberichte der Sächsischen Akademie der Wissenschaften zu Leipzig, Philologisch-Historische Klasse. Band 137, Heft 1). Hirzel, Stuttgart/Leipzig 1999,  (ISBN 3-7776-0996-X).
- Menschen und Meriten. Eine persönliche Portraitgalerie. Beck, Munich 2001,  (ISBN 3-406-47221-4).